# 暹羅鱷屬
暹羅鱷（學名：Siamosuchus）是種已滅絕鱷類，屬於鱷形超目的稜角鱗鱷科，化石發現於泰國東部的Sao Khua地層，年代為白堊紀早期（阿普第階之前）。
暹羅鱷的化石是一個部分頭骨、右半部身體的大部分、以及部分皮內成骨。暹羅鱷是由K. Lauprasert等人在2007年命名，模式種是S. phuphokensis。暹羅鱷的最近親可能是歐洲的稜角鱗鱷。